# Idaea tuita
Idaea tuita là một loài bướm đêm trong họ Geometridae.